# Isabelle White
Pour les articles homonymes, voir White.
Isabelle White, née le 1er septembre 1894 à Willesden et morte le 7 juillet 1972 à Muswell Hill, est une plongeuse britannique. Elle est médaillée de bronze olympique en 1912.

## Carrière
Lors de sa première participation aux Jeux olympiques en 1912, elle remporte la médaille de bronze lors du plongeon de haut-vol à 10 m féminin derrière les Suédoises Greta Johansson et Lisa Regnell. Elle est alors l'une des deux seules athlètes féminines en plongeon à ne pas venir de Suède avec l'Autrichienne Hanny Kellner. Dans le compte-rendu des Jeux, gros de 1 426 pages, sa prestation est décrite comme ayant « une bonne vitesse mais un dos trop arqué (back-swanked) lors du passage aérien ».
En 1927, elle est sacrée championne d'Europe du plongeon de haut-vol à 10 m.